# Irvin Kershner
Irvin Kershner (29. april 1923 – 27. november 2010)
var en amerikansk filminstruktør, skuespiller og filmfotograf. Han er bedst kendt for at have instrueret filmene Star Wars Episode V: The Empire Strikes Back, Never Say Never Again og RoboCop 2.
Han blev uddannet på filmlinjen på University of Southern Californa.

## Udvalgt filmografi
- RoboCop 2 (1990)
- Star Wars Episode V: The Empire Strikes Back (1980)
- Never Say Never Again (1983)
- Øjne (1978)